# 日常〜恋の声〜
『日常〜恋の声〜』（にちじょう こいのこえ）は、2007年2月3日公開の日本映画。
前作『日常』の続編。今回は吉本興業所属のお笑い芸人（総勢27組36人）だけではなく、元モーニング娘。の安倍なつみが特別出演している。

## 出演
- ケンドーコバヤシ
- 井上聡（次長課長）
- 友近
- ブラックマヨネーズ
- 麒麟
- サバンナ
- アジアン
- ハリセンボン
- なだぎ武（ザ・プラン9）
- ヤナギブソン（ザ・プラン9）
- 川谷修士（2丁拳銃）
- 土肥ポン太
- 川島邦裕（野性爆弾）
- 遠藤敬
- 高田泰介（PLECTRUM）
- 清水健次（フロントストーリー）
- 津田篤宏（ダイアン）
- 中山功太
- ジャルジャル
- ビタミンS
- 谷本朋美
- 宇都宮まき
- 橘りっか
- 安倍なつみ（特別出演）
- 小籔千豊
- 渡辺鐘（ジャリズム）
- あいはら（メッセンジャー）
- バッファロー吾郎

## スタッフ
- 監督：笹部香
- 脚本：森詩津規、松本真一、遠藤敬
- 音楽：曽我部恵一